# Otoka (Krupa na Uni)
Otoka (szerbül: Отока) lakatlan falu Bosznia-Hercegovinában, a Szerb Köztársaságban, a Banja Luka-i régióhoz tartozó Krupa na Uni községben. A boszniai háború előtti Otoka falunak a Szerb Köztársasághoz került, lakatlan része.

## Fekvése
Bosznia-Hercegovina nyugati részén, Banja Lukától légvonalban 79, közúton 103 km-re nyugatra, Prijedortól légvonalban 43, közúton 54 km-re nyugatra, az Una jobb partján levő, túlnyomóan hegyes területen fekszik. 

## Népessége
| Nemzetiségi csoport | Népesség 1991 | Népesség 2013 |
| ------------------- | ------------- | ------------- |
| Szerb               | 0             | 0             |
| Bosnyák             | 0             | 0             |
| Horvát              | 0             | 0             |
| Jugoszláv           | 0             | 0             |
| Egyéb               | 0             | 0             |
| Összesen            | 0             | 0             |

## Története
Otoka ősidők óta lakott hely. Azon a régi római úton fekszik, amely az Adriai-tengert a Dunával kötötte össze Salonától Sisciáig. Otoka környékén több helyen is találtak a történelem előtti időkből származó agyagedényeket. A római uralom idején a Középső Unamente területe, így Otoka területe is Dalmácia római tartományhoz tartozott. Központi része Insula néven római település volt. A középkorban Otoka területe „Pset” nevű horvát zsupániához tartozott. Az itt létrejött települést Otok néven először 1264-ben említi Mihály, szanai ispán oklevele. A blagaji Babonić nemzetség birtoka volt. Azon a területen, ahol ma Otoka vára található, már a középkorban is egy régi erőd állt, amely az Una folyó melletti dombra épült. Ennek a részben kőből, részben fából épült erődítménynek csak egy része maradt fenn. 1565-ben a horvátok teljesen elvesztették hatalmukat Otoka felett, mely török uralom alá került. A 16. és 17. század időszakában ez a terület állandó konfliktusok és háborúk színtere a török és az osztrák birodalom között. Ebben az időszakban sok muszlim menekült vándorolt be Lika környékéről ezekre a területekre, és közülük sokan itt telepedtek le. 1838-ra a vár stratégiai jelentősége megszűnt és a török őrség elhagyta. A kereskedés szükségessége miatt a régi török út helyére amely Novi irányából Krupa irányába haladt át Otokán, 1865-ben épült meg az első út. Abban az időben az Una folyón való átkeléshez fahidat építettek.
Otoka 1878-ig tartozott az Oszmán Birodalomhoz, majd az Osztrák-Magyar Monarchia része lett. A monarchia szétesésével 1918-ben előbb a Szerb-Horvát-Szlovén Királyság, majd 1929-től a Jugoszláv Királyság része. 1945-től a település a szocialista Jugoszlávia része volt. A boszniai háború idején a falu szerb félkatonai alakulatok ellenőrzése alatt állt. A daytoni békeszerződés után a háború előtti Otoka település kisebb, 1,35 km2 területű lakatlan része a Boszniai Szerb Köztársasághoz és Krupa na Uni községhez, nagyobb 21,29 km2 területű része pedig a Bosanska Krupa településhez került a Bosznia-hercegovinai Föderáció Una-Szanai kantonjába.